# GUN-KATANA（銃刀）—Non-Human-Killer—
《GUN-KATANA（銃刀）―Non-Human-Killer―》是Black Cyc開發並於2007年8月31日發售的十八禁冒險遊戲及第一人稱射擊遊戲，是十八禁遊戲史上第一套真正的第一人稱射擊遊戲。

## 登場人物

### FR Slayer
時原姬菜（聲：風音）
故事主角。母親因為是Non-Human而被GoI殺掉，父親雖然不是Non-Human並因保護妻子而被殺。其後姬菜被關進HateBreed受盡屈辱。為了獲得自由而不斷的捕殺Non-Human。
時原雹（聲：魁皇樂）
姬菜的義弟，Non-Human。
風戶紅葉（聲：みすみ）
姬菜於HateBreed的室友。
崎矢陀彌勒（聲：試驗管69）
被評為最強等級的Slayer。以前曾是Saint的一員，因行為不良而被除名。

### Gate of Ishter（GoI）
陶山圭吾（聲：夏田空）
姬菜的上司。

#### Saint
Justine Emma Genevieve delacrois（聲：海原エレナ）
GoI的最高決定機關「七賢人」之一。
Archboll awful Halgh（聲：黑木大）
絕對服從上級命令的典型軍人。從Justine年少時一直看顧她到現在。
DP（聲：奇怪星人）

#### GoI日本支部
花月佳凪（聲：神谷奈央）
「Arison Maiden」隊長般的存在，由馬渕所製造。
靜野三咲紀（聲：細田なな）
馬渕昇平（聲：ミサイルγ）
兵器研究者、特殊部隊「Arison Maiden」創立者。把身邊所有事物當作研究對象，包括人類。

### 武器商人
水戶正義（聲：丈隆志）
於瑠門島的Slayer集中營售賣臨時裝備的商人。店鋪名稱是「水戶屋」。
六御遙（聲：北都南）
在水戶屋「研修」的天然呆少女。

### 所屬不明
三柴曉（聲：一條和矢）
傭兵Slayer。性格輕佻。
雷鵬（聲：月黑斗夜）

### Non-Human勢力
Beatrice（聲：一色光）
現生存的初代Non-Human的最後一人。
里中忠（聲：丈隆志）
精神失常、服從於Beatrice的人類。居住於瑠門島。

#### 瑠門島Non-Human
Vergilius（聲：J・ベロア）
戰鬥能力非常高的Non-Human，把Anes當作戀人。
Anes（聲：みる）
女裝少年，不滿Beatrice。
迎美陽（聲：北都南）
混入私立百合杏女學園當教師的Non-Human。擅長操縱屍體。
由里（聲：西野みく）
迎美陽殺死坂牧由里後所製造的屍體人偶，思考單純。
滿子（聲：森藍子）
和櫻子是雙胞胎。
櫻子（聲：森藍子）
和滿子是雙胞胎。
Okta（聲：奇怪星人）
守護Non-Human地面範圍的戰鬥部隊隊長，戰鬥形態是巨大黑蜘蛛。
Hepta（聲：J・ベロア）
Okta的部下，完全戰鬥形態的體型極大。
Bloodeleven（聲：黑木大）
被Anes當作玩具的Non-Human守門人。

### 其他
坂牧由里（聲：西野みく）
姬菜於私立百合杏女學園的同學。

## 用語及設定
Non-Human
於20世紀末突然出現的生命體，平時的外貌和人類沒有差別，但身體能力、各種感官（包括第六感）也比人類強，身體於十至二十歲左右急速減慢生長，現時最年長的第一代已接近300歲。
Slayer
殺戮Non-Human的人或部隊，一般分為「FR Slayer」、「傭兵Slayer」和正式部隊「Saints」。
FR Slayer
於矯正設施出身、沒有自由的Slayer，被強制戴上「殺戮計數器」和注入特製納米機器，如強行除去殺戮計數器，即會觸動身體內的納米機器而死去。
傭兵Slayer
僅為了賺取獎金而殺戮Non-Human的Slayer。
Gate of Ishtar（GoI）
認為Non-Human是違背神的異形、惡魔，為了消滅Non-Human而存在的組織，總部位於意大利。
Saints
GoI的正式戰鬥部隊。
第51特別矯正設施
又稱HateBreed，GoI的其中一個「處理」反動人士的地方。
Epiphany lustrate sacristan（ELS）
又稱「殺戮計數器」，不可從頸除下，否則會觸動身體內的納米機器而死去。每殺掉一個Non-Human，計數器的分數則會上升，分數代表一位FR Slayer的價值和權利，可用於換取生活必需品和戰鬥裝備品。「七賢人」和部分GoI高層人員可以隨意改變數值，或除去殺戮計數器本身。
Arison Maiden
由馬渕昇平製造的超能力少女集團。超能力的力量來自性興奮。
私立百合杏女學園
瑠門島
距離日本300公里的無人島，總面積3.1平方公里，Non-Human最後的要塞。